# Шкала Цинциннати
Шкала Цинциннати (Cincinnati Prehospital Stroke Scale) — это система, выявляющая наличие инсульта у пациента на догоспитальном этапе. Она оценивает три группы признаков, и по аномальным результатам проверки этих признаков можно говорить о наличии у пациента инсульта.
1. Свисание лица. Если одна сторона лица не двигается так же, как другая, или свисает, это может быть признаком инсульта.
2. Дрейф руки. Пациента просят закрыть глаза, вытянуть руки перед собой и держать их так в течение 10 секунд. Если одна рука не двигается или опускается вниз быстрее, чем другая, это может быть признаком инсульта.
3. Речь: пациента просят произнести фразу (в английском варианте — «You can’t teach an old dog new tricks») — если он глотает слова, не может произнести отдельные звуки — это может быть признаком инсульта.

Если у пациента ненормален хотя бы один из этих трёх пунктов — вероятность ишемического инсульта 72 %, если все три — более 85 %.